# Julija Vasilevič
Julija Uladzislavaŭna Vasilevič (in bielorusso Юлія Уладзіславаўна Васілевіч?; 21 giugno 2001) è una cestista bielorussa.

## Carriera
Con la Bielorussia ha disputato i Campionati europei del 2021.